# Estella Agsteribbe
Estella «Stella» Agsteribbe (6 de abril de 1909 — 17 de septiembre de 1943) fue una gimnasta neerlandesa. Ganó una medalla de oro como miembro del equipo femenino neerlandés de gimnasia artística en los Juegos Olímpicos de Ámsterdam 1928, celebrados en su ciudad natal.
Al igual que otros deportistas de su equipo (como Helena Nordheim, Anna Dresden-Polak, Jud Simons, Elka de Levie) y como su entrenador Gerrit Kleerekoper, era judía, y fue deportada durante la II Guerra Mundial. Fue asesinada en el campo de concentración de Auschwitz-Birkenau junto con su esposo Samuel Blits y sus hijos, Nanny y Alfred de seis y dos años respectivamente. Agsteribbe fue una entre los dieciséis atletas olímpicos neerlandeses perseguidos y ejecutados en los campos de concentración nazi durante el período 1942 a 1944.